# سان جيوفاني ديل دوسو
سان جيوفاني ديل دوسو هي كومونا تقع في مقاطعة مانتوفا في منطقة لومباردي الإيطالية ، وتقع على بعد حوالي 160 كيلومتر (99 ميل) من جنوب شرق ميلانو وحوالي 30 كيلومتر (19 ميل) جنوب شرق مانتوفا .
تقع سان جيوفاني ديل دوسو على حدود المقاطعات التالية: كونكورديا سولا سيكيا ، ميراندولا ، بوجيو روسكو ، كويستيلو ، سان جياكومو ديلي سيجنيت ، شيفينوجليا ، بورجو مانتوفانو .

## روابط خارجية
- الموقع الرسمي